# Stadler Polska
Stadler Polska – producent pojazdów szynowych z siedzibą w Siedlcach, należący do szwajcarskiej grupy Stadler Rail.
Przedsiębiorstwo specjalizuje się w produkcji zespołów trakcyjnych z rodziny FLIRT, a także tramwajów i wagonów metra, ponadto wytwarza komponenty elektryczne używane w różnych typach pojazdów oraz serwisuje tabor m.in. Kolei Mazowieckich, PKP Intercity, Kolei Śląskich, Łódzkiej Kolej Aglomeracyjnej i Leo Express. Do końca września 2020 w zakładzie zbudowano ponad 560 pojazdów.
W maju 2017 zakład zatrudniał ponad 700 osób. Kapitał zakładowy przedsiębiorstwa wynosi 500 tys. zł i 100% jego udziałów jest w posiadaniu Stadler Rail.

## Historia

### Geneza

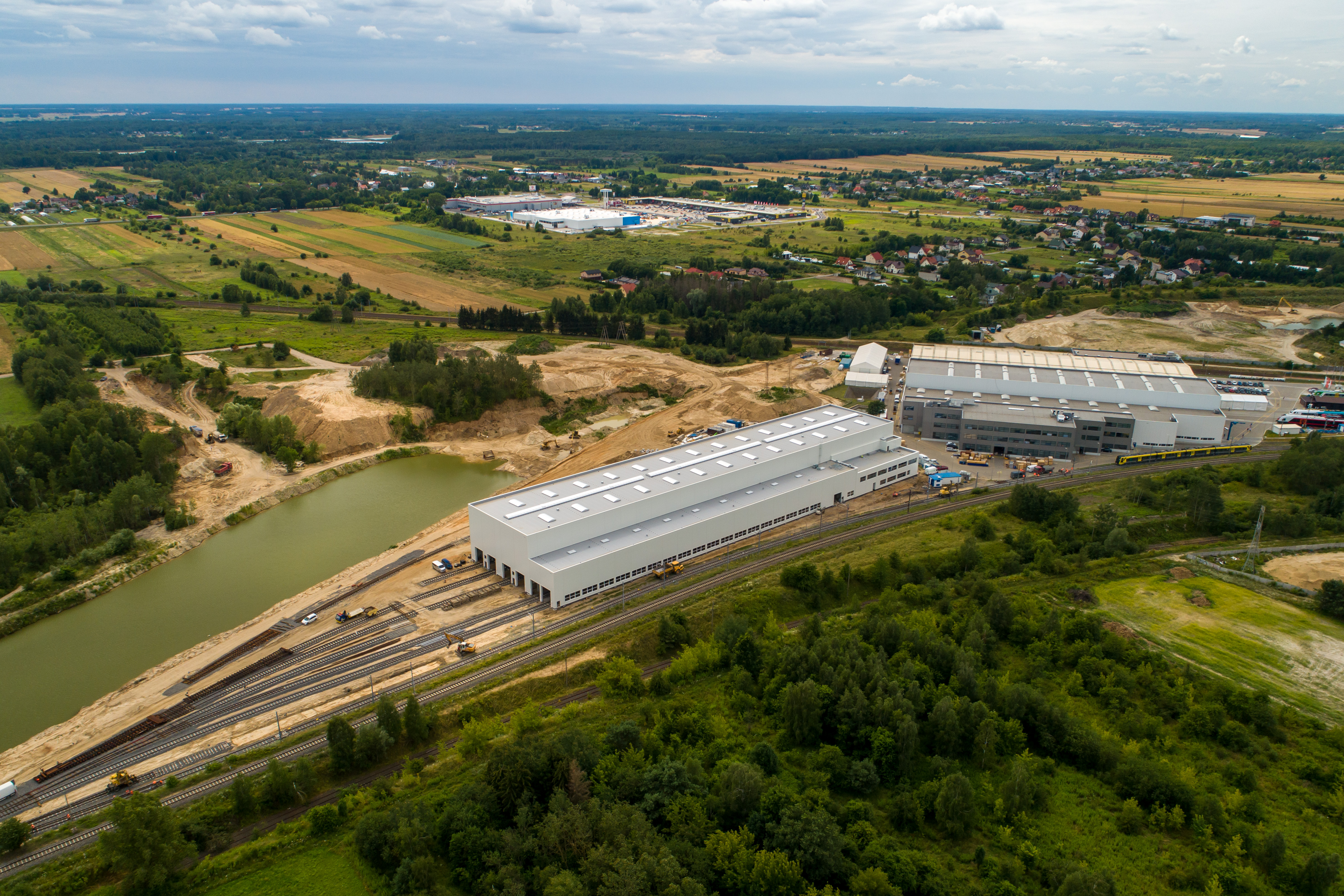
Teren zakładu (2020)

W 2004 przedsiębiorstwo Stadler poinformowało, że chce wybudować swoją fabrykę w Polsce. Określono, że ma ona powstać na Mazowszu i trwały poszukiwania odpowiedniej lokalizacji.
Pod koniec czerwca 2006 ogłoszono, że Stadler Bussnang wygrał przetarg na dostawę 10 EZT dla województwa mazowieckiego i 4 dla śląskiego. Zaraz po tym powstała spółka Stadler Polska, a Stadler Rail rozpoczął działania nad ulokowaniem zakładu w Siedlcach. Stadler wydzierżawił od PKP teren dawnej bazy montażu przęseł torowych z halą montażową i w grudniu 2006 rozpoczął jej modernizację. 22 lutego 2007 położono kamień węgielny pod nową fabrykę, a pod koniec maja zakończono prace konstrukcyjne. Równolegle z pracami modernizacyjnymi przedsiębiorstwo zatrudniło pracowników i przeprowadziło ich szkolenie w Szwajcarii. W czerwcu rozpoczęto realizację pierwszego zamówienia, którym było 14 pojazdów dla Polski.

### Otwarcie i pierwszy kontrakt

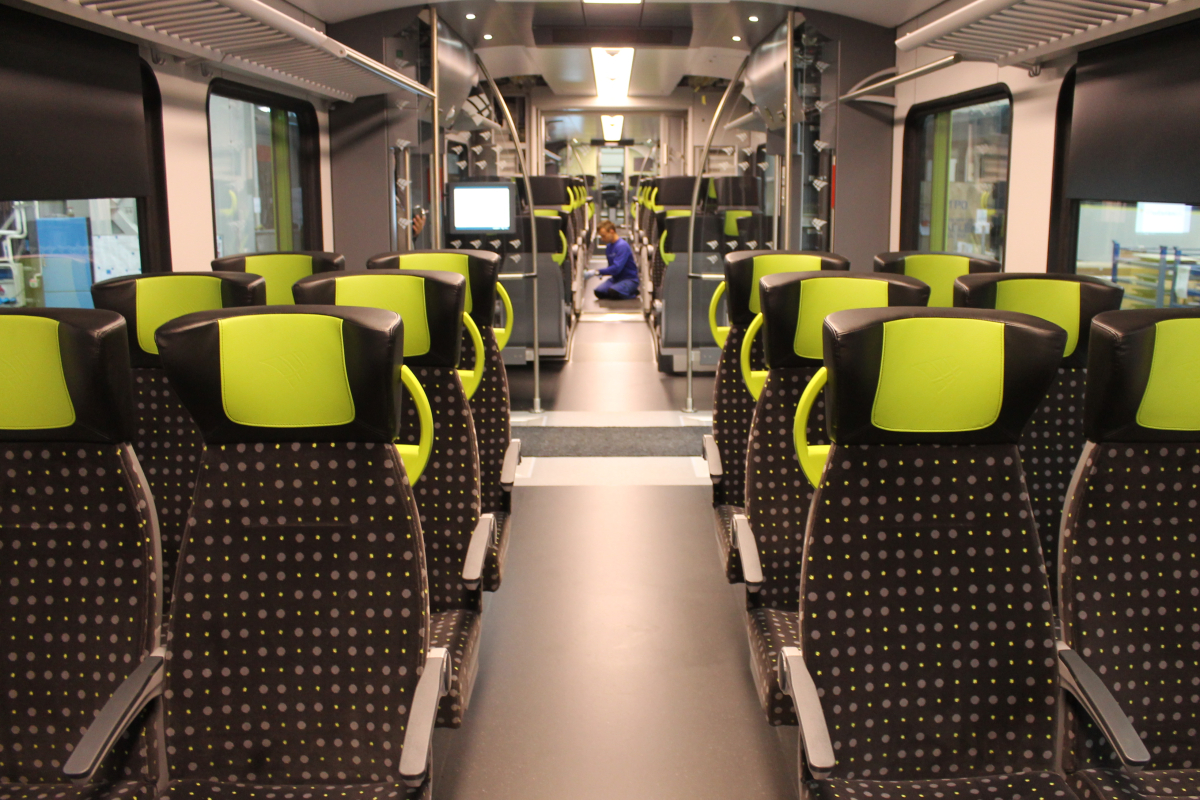
Montaż FLIRT³ dla BeNEX (2014)

5 września 2007 dyrektor Stadlera Peter Spuhler dokonał uroczystego otwarcia montowni w Siedlcach, któremu towarzyszyła prezentacja składu FLIRT przewoźnika TILO. Zakład początkowo zatrudniał 70 osób i był w stanie produkować jeden pociąg miesięcznie, natomiast docelową wydajność fabryki określono na trzy składy czterowagonowe. Dwunawowa hala montażowa o długości 100 m i szerokości 50 m była wyposażona w 16 stanowisk montażowych wagonów. Miała ona również powierzchnię do krótkotrwałego składowania dużych elementów. Na terenie zakładu znajdowała się także stolarnia, w której przygotowywano elementy podłogi ze sklejki wodoodpornej. Z zagranicy transportem samochodowym do fabryki dostarczane były polakierowane pudła aluminiowe, czoła pojazdów z tworzyw sztucznych, wózki, dachowe skrzynie elektryczne, drzwi, okna, siedzenia i inne części. Próby stanowiskowe i odbiory końcowe gotowych pociągów przeprowadzano na trzech torach hali.

### Zamówienia eksportowe
Po zakończeniu kontraktu dla Mazowsza i Śląska, ze względu na brak kolejnych zamówień na rynku polskim, do Siedlec przesunięto część zamówień eksportowych. Pierwszym kontraktem zagranicznym polskiej fabryki koncernu Stadler były pojazdy GTW dla Holandii. We wrześniu 2009 zostały przekazane ich pierwsze egzemplarze. W latach 2010–2011 montownia realizowała m.in. pojazdy dla przewoźników z Austrii i Włoch. W lipcu 2011 zakład rozpoczął realizację zamówienia na 38 zespołów GTW dla Arriva Niederlande, a we wrześniu 2011 na 5 zespołów FLIRT dla Leo Express. Fabryka brała również udział w końcowym montażu składów zakupionych w 2012 przez węgiersko-austriackiego przewoźnika GYSEV. W latach 2011–2012 zakład został rozbudowany, dzięki czemu wzrosły jego moce produkcyjne.

### Powrót na rynek krajowy

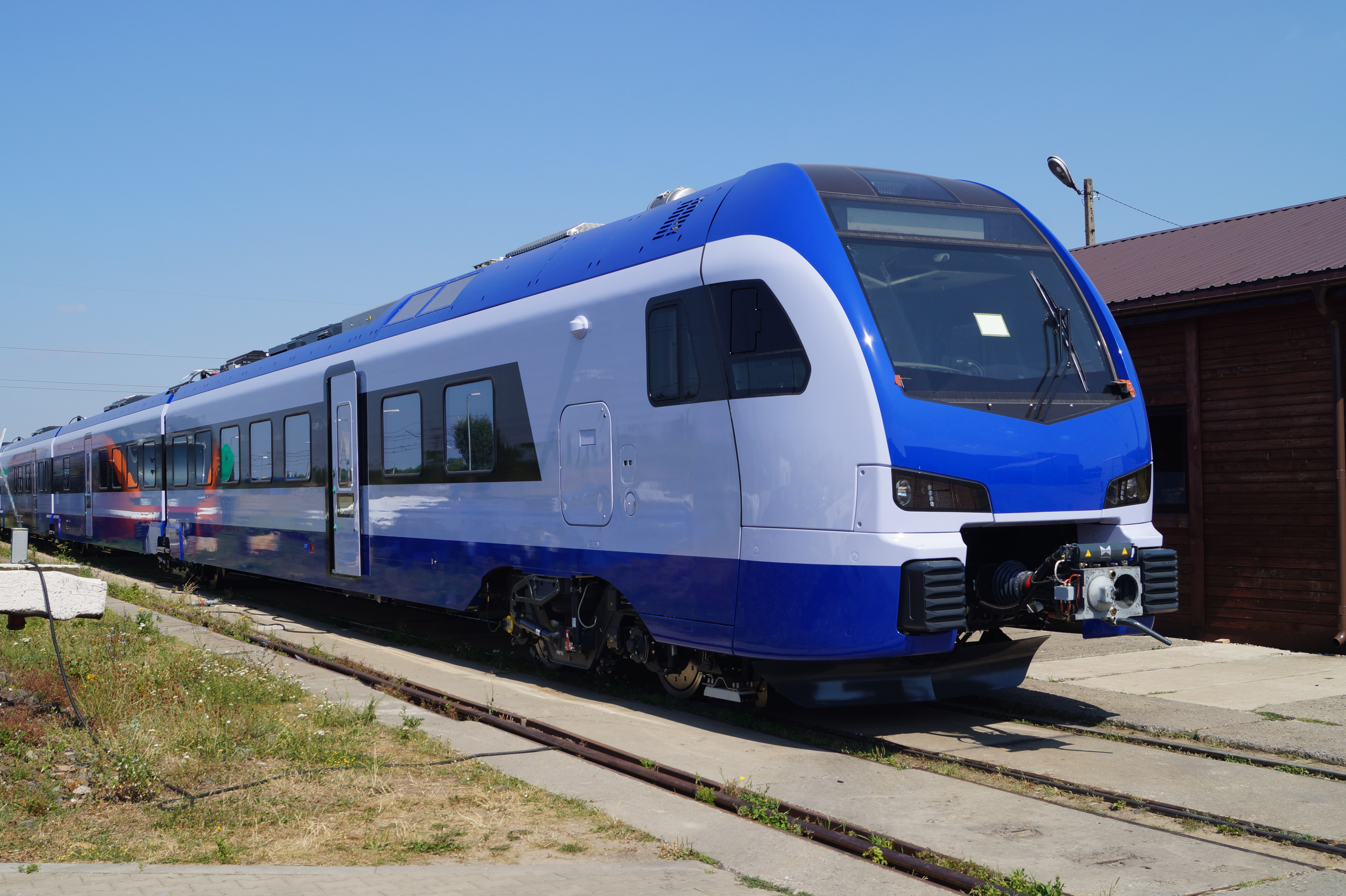
FLIRT³ dla PKP Intercity (2015)

13 grudnia 2012 spółka podpisała kontrakt na dostawę i serwisowanie przez 15 lat 20 pojazdów 2-członowych FLIRT³ dla Łódzkiej Kolei Aglomeracyjnej. Równolegle z realizacją tego zamówienia zakład budował również pociągi m.in. dla Südtiroler Transportstrukturen i Veolia Verkehr Regio, a także składy szerokotorowe dla Estonii i Białorusi. Do końca czerwca 2013 siedlecki zakład wyprodukował 128 pociągów.
18 listopada 2013 Stadler Polska wraz z Newagiem podpisał z PKP Intercity umowę na dostawę i serwisowanie przez 15 lat 20 dalekobieżnych składów FLIRT³.
W grudniu 2014 Stadler Polska nabył od PKP prawo do wieczystego użytkowania terenu o powierzchni 5,5 ha, na którym zlokalizowany jest zakład. Na początku 2015 siedlecka fabryka Stadlera zatrudniała ponad 500 osób, a jej moce produkcyjne wynosiły 6 składów miesięcznie.
22 kwietnia 2015 holenderskie koleje Nederlandse Spoorwegen zamówiły u Stadlera 58 elektrycznych zespołów FLIRT. Pojazdy mają zostać wyprodukowane do końca 2016 w polskim zakładzie koncernu. W 2015 w siedleckich zakładach realizowany był również kontrakt na dostawę 5 zespołów GTW dla Ferrovie Nord Milano. Do końca 2015 z fabryki wyjechały 252 pojazdy, z których 54 zostały zamówione przez polskich przewoźników, zaś pozostałe trafiły do Holandii, Niemiec, Włoch, Austrii, Czech, Estonii i Węgier.
Pod koniec listopada 2015 zakład zatrudniał ponad 700 osób i wszyscy pracownicy byli Polakami. Wtedy także podjęto decyzję o rozbudowie fabryki o nowe hale produkcyjne oraz biura. Na początku lutego 2016 rozpoczęto prace obejmujące powiększenie powierzchni produkcyjnej o niespełna 6000 m² oraz budowę nowych biur o powierzchni przeszło 2000 m². W listopadzie gotowa była połowa nowej powierzchni biurowej oraz zakładano, że inwestycja zostanie oddana do użytku w połowie 2017.
30 grudnia 2016 Stadler podpisał umowę na dostawę tramwajów z rodziny Metelica dla Ostrawy. W styczniu 2017 poinformowano, że część z 40 zamówionych pojazdów zostanie wyprodukowana w siedleckim zakładzie Stadler Polska.
Do końca maja 2017 w siedleckim zakładzie zbudowano 360 pojazdów. Wówczas w fabryce zatrudnionych było ponad 700 osób.

## Wyniki finansowe
W 2008 spółka przyniosła około 0,5 mln zł zysku, zaś w kolejnych dwóch latach kilkaset tysięcy zł straty. W 2011 przedsiębiorstwo zaczęło notować kilkudziesięciomilionowe zyski, które w 2015 osiągnęły rekordową wartość ponad 31,5 mln zł.

## Nagrody i wyróżnienia
- 2016 – 3. miejsce na Mazowszu i 7. w Polsce w rankingu najdynamiczniej rozwijających się polskich przedsiębiorstw przygotowanym przez Forbesa[33].
- 2017 – medal okolicznościowy Pro Masovia za zasługi i całokształt działalności na rzecz województwa mazowieckiego[34].
- 2018 – Bursztyn Polskiej Gospodarki 2018 – za działania na rzecz rozwoju polskiej gospodarki[35]